# Pristerognathus
Pristerognathus es un género extinto de sinápsidos terápsidos del suborden de los terocéfalos; está, por tanto, lejanamente emparentado con los mamíferos. Sus fósiles se han hallado en el Karoo de Sudáfrica. Fue descrito por primera vez en 1895 por Harry Seeley Govier, quien encontró el primer cráneo.
Pristerognathus alcanzaba el tamaño de un perro grande; las patas se situaban más verticalmente bajo el cuerpo que en los reptiles; tenía una gran cabeza y unas poderosas mandíbulas lo que, junto a unos grandes caninos, sugiere que era un eficiente carnívoro.

## Especies
Se han descrito cuatro especies del género Pristerognathus:
- Pristerognathus baini Broom, 1904
- Pristerognathus peyeri Broili & Schröder, 1936
- Pristerognathus polyodon Seeley, 1895 (especie tipo)
- Pristerognathus vanderbyli Broom, 1925